# Szamotuły (gmina)
Szamotuły est une gmina mixte du powiat de Szamotuły, Grande-Pologne, dans le centre-ouest de la Pologne. Son siège est la ville de Szamotuły, qui se situe environ 32 km au nord-ouest de la capitale régionale Poznań.
La gmina couvre une superficie de 175,07 km2 pour une population de 28 575 habitants.

## Géographie

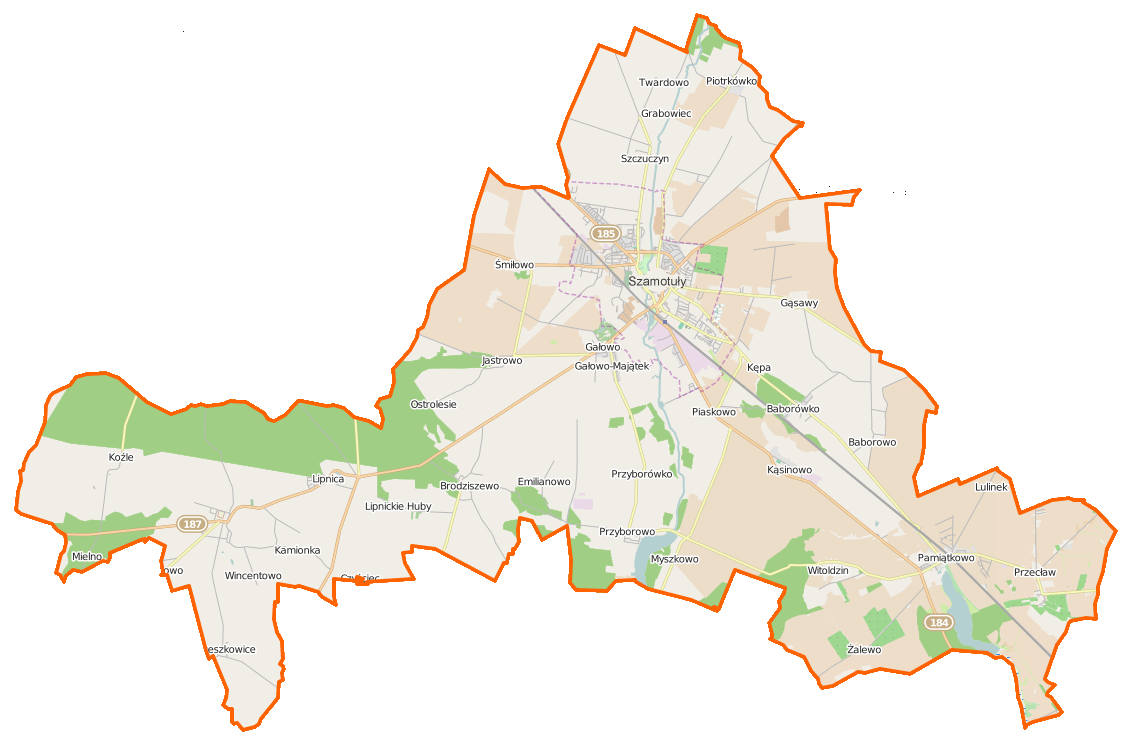
Plan de la gmina.

Outre la ville de Szamotuły, la gmina inclut les villages et les localités de :
- Baborówko
- Baborowo
- Brodziszewo
- Emilianowo
- Gałowo
- Gąsawy
- Jastrowo
- Kamionka
- Kąsinowo
- Kępa
- Koźle
- Krzeszkowice
- Lipnica
- Lulinek
- Mutowo
- Myszkowo
- Otorowo
- Pamiątkowo
- Piaskowo
- Piotrkówko
- Przecław
- Przyborówko
- Przyborowo
- Śmiłowo
- Szczuczyn
- Wincentowo
- Witoldzin

### Gminy voisines
La gmina de Szamotuły est bordée des gminy de:
- Kaźmierz
- Oborniki
- Obrzycko
- Ostroróg
- Pniewy
- Rokietnica

## Structure du terrain
D'après les données de 2002, la superficie de la commune de Szamotuły est de 175,07 km², répartis comme tel :
- terres agricoles : 75%
- forêts : 14%

La commune représente 15,68% de la superficie du powiat.

## Démographie
Données du 31 décembre 2010 :
| description        | Total  | Total | Femmes | Femmes | Hommes | Hommes |
| ------------------ | ------ | ----- | ------ | ------ | ------ | ------ |
| Unité              | Nombre | %     | Nombre | %      | Nombre | %      |
| population         | 29 165 | 100   | 15 102 | 51,8   | 14 163 | 48,2   |
| Densité (hab./km²) | 166    | 166   | 86     | 86     | 81     | 81     |